# قصبة رئيسية يسرى

لوحة تشريحية لجهاز التنفس

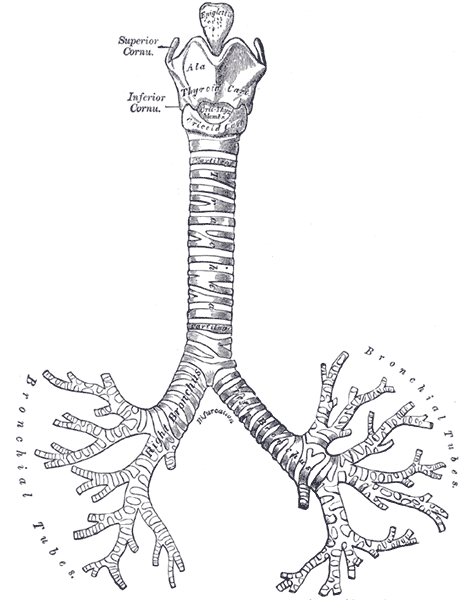
مسالك هوائية

قصبة رئيسية يسرى (بالإنجليزية: Left main bronchus )‏ هي عباره عن قَصَبَة التي تنقل الهواء إلى الرئة اليسرى. القصبة الرئيسية اليسرى تتفرع إلى قَصَبتين فصيتين. هي اضيق وأطول من القصبة الرئيسية اليمنى، حيث يبلغ طولها 5 سم وتدخل الرئة في مستوى الفقرة الصدرية السادسة. تتجه تحت القوس الأبهر ثم أمام المريء والقناة الصدرية والأبهر النازل. الشريان الرئوي اليسري يرقد فوقها في البداية ومن ثم امامها.